# 1952年夏季奥林匹克运动会危地马拉代表团
1952年夏季奥林匹克运动会危地马拉代表团是危地马拉派出的1952年夏季奥林匹克运动会代表团。